# Xınalıq
Xınalıq – miejscowość w północnym Azerbejdżanie, w rejonie Quba, na Kaukazie. Ludność posługuje się językiem chinalugijskim i wyznaje islam sunnicki. W 2007 roku miejscowość liczyła 2075 osób. Jest to najwyżej położona miejscowość Zakaukazia.